# Cristofor Columb
Cristofor Columb (italiană Cristoforo Colombo, spaniolă Cristóbal Colón, n. 1451, Genova, Republica Genova – d. 20 mai 1506, Valladolid, Coroana Castiliei) a fost un navigator italiano-spaniol. A navigat spre vest, pe Oceanul Atlantic, în căutarea unei rute spre India, dar și-a câștigat reputația descoperind un nou continent, denumit mai târziu, America, în perioada precolumbiană fiind cunoscută doar Lumea Veche.

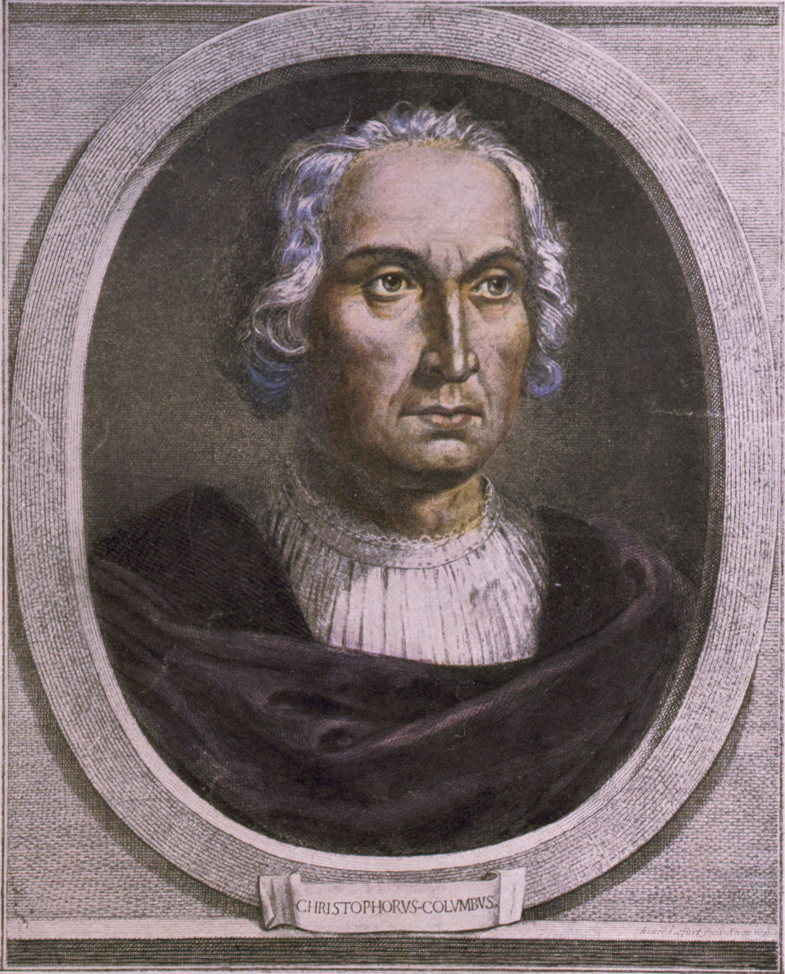
Cristofor Columb - Portret

## Originea și tinerețea
Cristofor Columb s-a născut la Genova, în Italia, în anul 1451. Tatăl său a fost țesător și se presupune că fiul său Cristofor a intrat în această afacere de mic copil. Teoria cea mai citată de către istorici susține că numele Cristóbal Colón ar fi traducerea în castiliană a numelui italian Cristoforo Colombo, acesta fiind fiul lui Domenico Colombo, țesător, și al Susanei Fontanarossa. Potrivit acestei teorii, nu era un copil educat și de aceea s-a inițiat în lumea navigării de la o vârstă foarte fragedă. Informațiile despre începutul carierei sale de navigator sunt însă nesigure.
Între anii 1474 și 1475, a efectuat o călătorie spre insula Chios, posesiune genoveză situată în Marea Egee. În 1476, Columb a navigat cu un convoi spre Anglia. În timp ce se afla în dreptul coastei Portugaliei convoiul a fost atacat de pirați și nava pe care se afla Columb s-a scufundat, însă acesta a înotat până la țărm și a găsit adăpost la Lisabona. Stabilindu-se acolo, unde fratele său Bartolomeu era cartograf, Cristofor s-a căsătorit în 1479 cu fiica guvernatorului insulei Porto Santo. Unicul copil al lui Cristofor Columb din această căsătorie, Diego, s-a născut în 1480.
Bazându-se pe informațiile acumulate de-a lungul călătoriilor sale și studiind cărțile și hărțile din vremea sa, Cristofor a ajuns la concluzia că Pământul este cu 25% mai mic decât se credea până atunci. Pornind de la această premiză, Columb credea că se poate ajunge în Asia mai repede, navigând spre vest. În anul 1484, și-a prezentat ideile lui João al II-lea, regele Portugaliei, cerând finanțare pentru o călătorie spre vestul Oceanului Atlantic. Propunerea sa a fost respinsă de către o comisie regală maritimă.
Puțin timp după aceasta, Columb s-a mutat în Spania unde planurile sale au câștigat suportul unor persoane foarte influente, aranjându-se astfel o audiență în 1486 la Isabela I, regina Castiliei.

Harta fraților Columb, cca 1490

Tot în acest timp, a cunoscut-o pe Beatriz Enriquez, care a devenit apoi amanta lui și mama celui de-al doilea fiu, Ferdinand Columb.
În Spania, ca și în Portugalia,  comisia regală i-a respins planul. Cristofor Columb a continuat însă să caute ajutor și, în sfârșit, în aprilie 1492 insistența sa a fost recompensată: regele Aragonului Ferdinand al II-lea , și regina Castiliei Isabela au fost de acord să sponsorizeze expediția. 
Contractul semnat menționa că navigatorul devenea vicerege asupra tuturor teritoriilor descoperite și în plus i se acorda o zecime din toate metalele prețioase descoperite sub jurisdicția sa.

## Expediții

### Prima călătorie
3 august 1492 – 15 martie 1493
Prima expediție pleacă din portul Palos de la Frontera cu navele Santa Maria - de aproximativ 30 metri lungime care era sub comanda sa, Pinta și Nina - două caravele mici de aproximativ 15 m lungime. Cele două nave mai mici erau comandate de către Martín Alonso Pinzón și fratele său Vicente Yañez Pinzón și cu 90 de oameni. Este ales pentru traversarea oceanului drumul alizeelor.

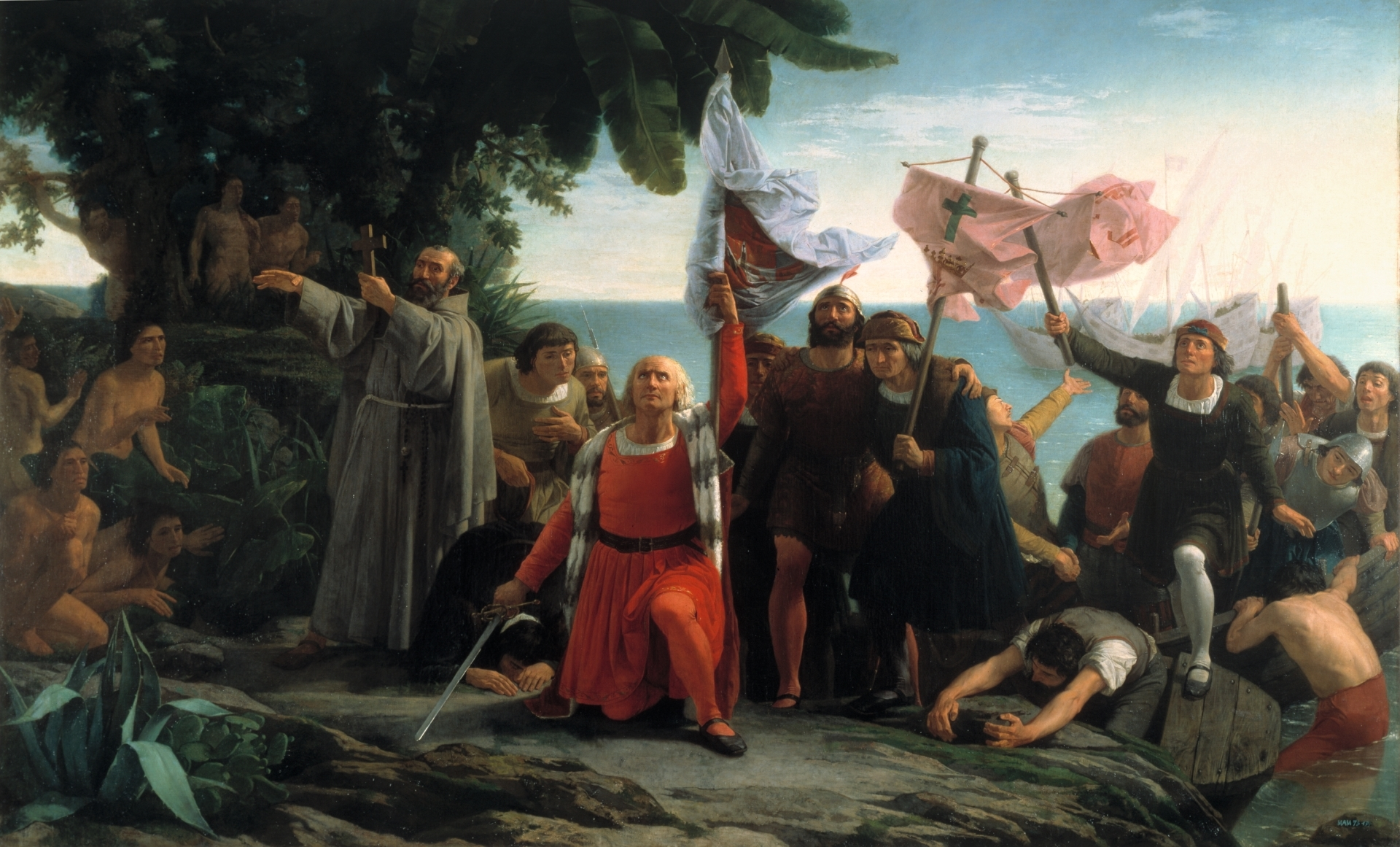
Prima întâlnire a lui Cristofor Columb cu locuitorii Lumii Noi, 12 octombrie 1492.

La 12 octombrie 1492, la ora 2 noaptea, Rodrigo de Triana - un marinar de pe Pinta zărește pământul, descoperind astfel Lumea Nouă (America). Sunt descoperite insulele: Santa Maria Conception(azi Rum Cay), denumită în cinstea Maicii Domului Fernandina,(azi Long Island)-de la numele regelui, Isabella,(azi Crooked Island)-de la numele reginei, Juana, (azi Cuba), Islas de Arena-26octombrie("Insulele de nisip"), Bohio-Española.Europenii descoperă aici plante necunoscute în afară de tutun, cartoful și porumbul.

### A doua călătorie

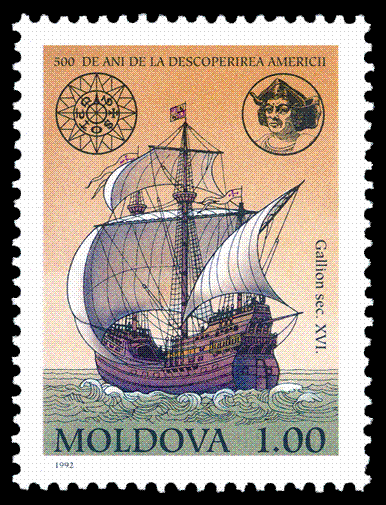
Corabie a lui Cristofor Columb pe o marcă poștală din Republica Moldova

Columb a plănuit imediat o a doua expediție cu 17 vase și aproximativ 1500 de oameni, care au plecat din Spania în septembrie 1493. Debarcările au fost făcute pe insulele: Dominica, Guadalupe și Antigua.
Pe data de 27 noiembrie vasele au ancorat la Navidad unde toți oamenii au fost uciși, iar fortul a fost distrus. Columb a abandonat ruinele, și aproape de Capul Isabella (Republica Dominicană), a stabilit o colonie care a devenit prima așezare europeană în Lumea Nouă.
Părăsind colonia pentru o călătorie de explorare în primăvara anului 1494, Columb a cercetat coastele Cubei pe care el a considerat-o că nu este o insulă ci o parte a continentului asiatic.
Când Columb s-a întors în colonia Isabela (29 septembrie 1494) a constatat că între coloniști se iscaseră serioase disensiuni, iar o parte dintre ei erau deja în drum spre Spania pentru a-și expune revendicările. Una dintre problemele majore cu care se confrunta Columb era ostilitatea băștinașilor a căror inițială prietenie a dispărut datorită brutalității europenilor. Columb a reușit să-i învingă pe băștinași în bătălia din martie 1495 și a deportat un număr mare dintre ei în Spania pentru a fi vânduți ca sclavi. Regina Isabela s-a opus și supraviețuitorii au fost returnați. O comisie regală de investigații a ajuns la Isabella în octombrie 1495. Pentru că acest grup critica insistent politica sa, Columb a stabilit o nouă capitală în Santo Domingo și a plecat spre Spania lăsându-l pe Bartolomeu Columb la comandă. A raportat direct regelui Ferdinand și reginei Isabela care au înlăturat orice critică la adresa lui Columb. Suveranii au promis că vor trimite o nouă flotă, dar pentru că le-a scăzut entuziasmul din cauza neproductivității coloniilor, a durat aproape doi ani până când au fost trimise opt nave.

### A treia și a patra călătorie

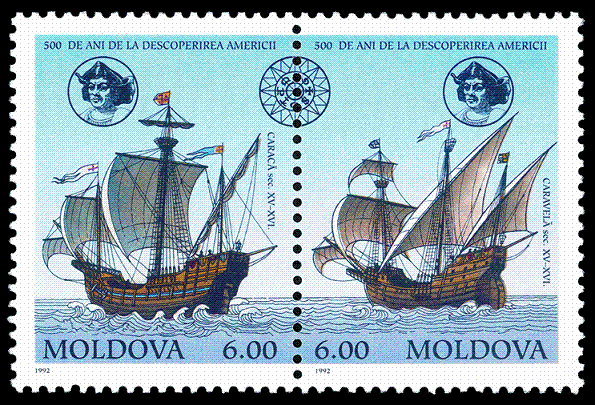
Corăbii ale lui Cristofor Columb pe mărci poștale din Republica Moldova

Columb a ridicat ancora în a treia sa călătorie pe data de 30 mai 1498. Prima debarcare a avut loc pe insula Trinidad (Sfânta Treime) Apoi a debarcat în peninsula Paria⁠(d), din actuala Venezuela. După ce a navigat de-a lungul coastei, la gurile de vărsare ale fluviului Orinoco a coborât puțin pe uscat. În jurnalul său de bord a scris că a găsit o „Lume Nouă” necunoscută încă europenilor. Columb a ridicat ancora din nou, întâlnind și alte insule noi printre care și Margarita (o insulă bogată în perle), după care și-a îndreptat cursul spre insula Hispaniola.
Ajungând în Santo Domingo (31 august), Columb a găsit o parte din colonie revoltându-se împotriva fratelui său. A anihilat rebelii și și-a intensificat eforturile, însă inutil după cum s-a dovedit a fi, să convertească băștinașii americani la creștinism. De asemenea a extins operațiunile de extragere a aurului. În acest timp adversarii săi din Spania au convins regalitatea că insula Española ar trebui să aibă un nou guvernator. În mai 1499, coroana l-a îndepărtat pe Columb și l-a numit pe Francisco de Bobadilla, care a ajuns pe data de 23 august 1500 pe insulă, și i-a arestat pe Columb și pe fratele său Bartolomeu. I-a încătușat și i-a trimis în Spania. Columb a insistat să rămână cu cătușele până când regina avea să i le scoată. Monarhii i-au iertat pe cei doi frați și i-au răsplătit, dar au refuzat să le dea comanda coloniilor. Bobadilla a fost înlocuit ca guvernator după puțin timp de către Nicolas de Ovando.

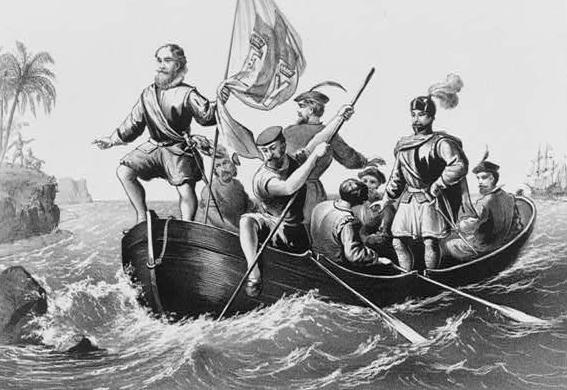
Debarcarea lui Columb în Lumea Nouă

Deși Columb a primit sprijinul regal pentru o a patra călătorie în căutarea unei rute vestice către India, la dispoziția sa au fost puse doar patru caravele în stare proastă de funcționare și i-a fost interzis să se oprească în insula Española. Expediția a pornit din Cadiz în mai 1502. La sfârșitul celor 21 de zile de cursă rapidă peste ocean, navele sale aveau neapărată nevoie de reparații. Columb a coborât ancora aproape de Santo Domingo, dar i-a fost interzis să intre în port, deși se apropia un uragan foarte puternic. După ce a terminat reparațiile la nava sa, Columb s-a îndreptat spre apele din Honduras, apoi a navigat spre sud de-a lungul coastelor Americii Centrale timp de șase luni căutând o trecere spre vest. În ianuarie 1503 a debarcat în Panama și a stabilit o așezare, dar revoltele din cadrul echipajului și problemele cu băștinașii l-au făcut pe Columb să renunțe la această idee.
Expediția s-a redus la două caravele ce navigau spre Hispaniola, dar vasele putrezite au eșuat aproape de Jamaica (23 iunie 1503). Columb a trimis mesageri în Hispaniola cerând ajutor, în timp ce forța băștinașii să le dea de mâncare oamenilor. 
Ajutorul a ajuns aproape după un an, fiind întârziat deliberat de către Ovando. Puținul echipaj care a mai rămas s-a îmbarcat pe data de 28 iunie 1504 spre Santo Domingo, apoi a pornit spre Spania, atingând Saluncar de Barrameda pe 9 noiembrie. De atunci Columb nu a mai navigat niciodată.

## Sfârșitul vieții

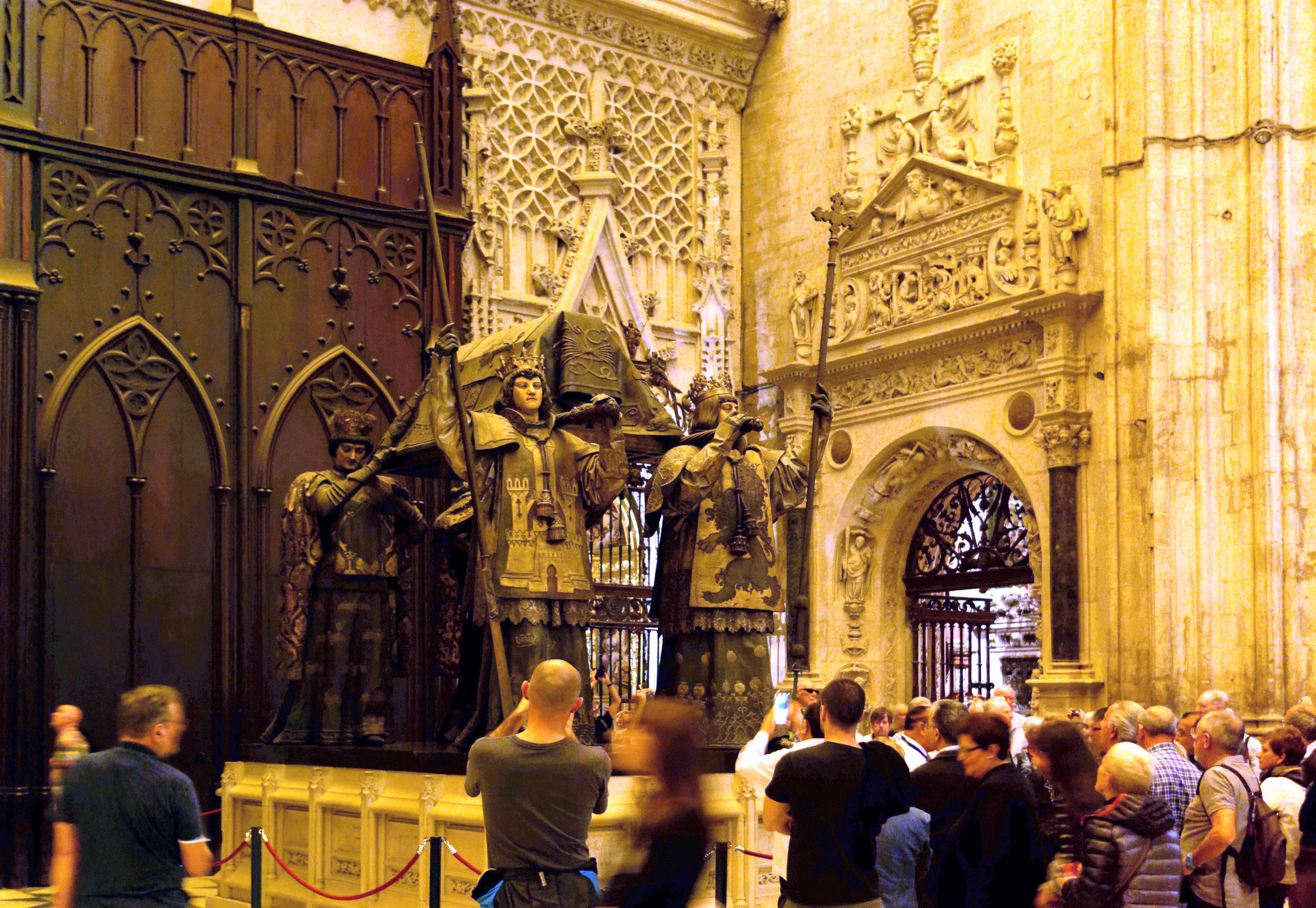
Sicriul lui Cristofor Columb în Catedrala din Sevilla

Ultimele luni ale vieții sale au fost marcate de boală și de încercări nereușite de a-și recupera privilegiile de la regele Ferdinand, deși pe atunci Cristofor era destul de bogat. A murit pe data de 20 mai 1506 în localitatea Valladolid.

### Înmormântarea
Rămășițele sale au fost mai târziu aduse în Sevilla, apoi transferate în Santo Domingo, mutate la Havana (Cuba) și, în cele din urmă (în 1899), au fost returnate la Sevilla. (Unii istorici consideră că rămășițele aduse din Santo Domingo nu erau ale sale, deci osemintele sale pot fi încă acolo). Oriunde se odihnește Cristofor Columb acum, cercetările moderne au diminuat considerabil reputația eroică pe care a câștigat-o în secolul al XIX-lea, deși calitățile sale de navigator sunt celebrate și acum.
În Catedrala din Sevilla se găsește un sicriu (considerat mulți ani ca fiind doar un cenotaf), dedicat memoriei lui Cristofor Columb, realizat în anul 1902. Aici s-au descoperit 15 grame din scheletul său, analizate DNA ȋn 2006. Cei patru purtători ai sicriului reprezintă fostele regate spaniole: Castilia, León, Aragón și Navarra.
Conform celor mai recente studii ale ADN-ului mitocondrial efectuate la Universitatea din Granada⁠(d) în 2006, unde rămășițele lui Cristofor Columb au fost comparate cu cele ale fratelui său mai mare Diego, rămășițele aflate la Sevilla sunt autentice.

### Testamentul
La 19 mai 1506, cu o zi înainte de moartea sa, în Valladolid, Columb își redactează testamentul în prezența lui Pedro de Inoxedo, cronicarul Regilor Catolici.

## Recunoaștere

### Filatelieșinumismatică

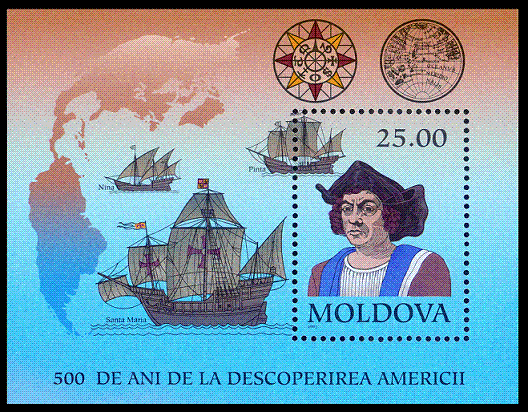
Imaginea lui Cristofor Columb pe o marcă poștală din Republica Moldova

- Poșta Republicii Moldova a emis o serie de timbre în onoarea lui Cristofor Columb, în anul 1992.
- În anul 2006, pentru cinstirea lui Cristofor Columb, la 500 de ani de la moartea sa, în Spania a fost emisă o monedă comemorativă de argint, cu valoare nominală de 12 euro. Pe aversul monedei, în partea stângă, se află gravată efigia lui Cristofor Columb, în dreapta sa sunt gravați anii 1506 și 2006. Sub efigie este gravat numele marelui navigator: Cristóbal Colón.[15]

### Literatură și cinematografie
- Paul Claudel a publicat în 1930 o dramă lirică în două părți, intitulată Le Livre de Christophe Colomb.[16][17]
- Ridley Scott a realizat filmul 1492 - Cucerirea paradisului, care a avut premiera în toamna lui 1992, la a 500-a aniversare a plecării lui Columb în cea dintâi călătorie (spre Lumea Nouă).
- În perioada 1992-1993 studioul "Nippon Animation" din Japonia, cel italian "Doro TV Merchandising S.R.L." și cel spaniol "V Centenario" au creat și difuzat serialul animat "冒険者－THE MAN WAS FROM SPAIN－" (varianta engleză: Christopher Columbus).[18]

### Mărturii
- Fernand Colomb, son fils, La Vie de Christophe Colomb, 1681, tradus în franceză de Charles Cotolendi.
- Bartolomé de Las Casas, Très brève relation de la destruction des Indes, La Découverte.

### Articole
- Jean-Michel Urvoy, « Où est enterré Christophe Colomb ? » in La revue l'Histoire, n° 286, avril 2004, p. 20-21[63].

### Altele
- Isabel Soto-Alliot et Claude Couffon, Christophe Colomb vu par les écrivains français, Amiot Lenganey, 1992, 221 pagini (ISBN 2-909033-12-0)
- Francisco Morales Padrón, Cristofor Columb, amiralul Mării Ocean, Editura enciclopedică, București 1991, traducere din spaniolă de Esdra Alhasid